# Сейбер
Сейбер (яп. セイバー) — одна з трьох головних героїнь Fate/stay night й одна з головних героїв Fate/Zero. Слуга класу Сейбер Еміі Кіріцугу в Четвертій Війні Святого Грааля й Емії Шіро в П'ятій Війні Святого Грааля. Ставши Слугою Мато Сакури в гілці Heaven's Feel, стала відома як Темна Сейбер (яп. 黒セイバー) або Альтер Сейбер (яп. セイバーオルタナティブ).

## Біографія
Справжня особистість Сейбер — Артурія Пендраґон, відоміша як Артур Пендраґон або Король Артур, який історично вважається чоловіком. Вона «Король минулого і прийдешнього», легендарний герой Британії, володіє титулом Король Лицарів. Мала меч з каменю, Калібурн, але в підсумку він був зламаний. Пізніше отримала Екскалібур і Авалон від Володарки Озера.
Артурія народилася в часи хаосу і воєн, які почалися з розпадом Римської імперії, як спадкоємець престолу, дочка короля Англії, Утера Пендраґона, і блакитноокої Ігрейни, дружини слуги Утера, герцога Корнуолла. Король вірив в пророцтво Мерліна і жадав народження дитини, щоб призначити її наступником, але дитина народилася не такою, як він очікував.
Мерлін віддав Артурію на піклування серу Ектору, простому і мудрому старому лицареві. В день пророцтва з усієї країни зібралися лицарі і лорди, щоб вибрати наступного короля. Після того як усі присутні зазнали невдачі і вирішили вибрати короля звичним, лицарським методом, Артурія наблизилася до каменя і без коливань потягнулася до меча. Перш ніж схопити його, перед нею постав Мерлін і сказав добре все обміркувати перед тим, як взяти його. Проте дівчина легко витягла меч, і площа наповнилася світлом. В цей момент вона перестала бути просто людиною.
Артурії потрібно було вести себе, як син короля, щоб управляти багатьма територіями і контролювати лицарів, потрібно бути чоловіком. І хоча у людей росли підозри, тільки її батько, Мерлін і Кей знали правду про її особистість. Щоб приховати правду про себе на все життя, вона буквально закрилася в броні, а завдяки її безсмертю через захист фей, ні у кого не виникали питання з приводу її маленького тіла, або обличчя, що більше змахує на дівоче.
Вона строго слідувала клятві, король не може бути людиною, і що ніхто не зможе захистити людей, володіючи людськими емоціями. Їй вдалося добитися балансу в країні без будь-яких відхилень, і вона безпомилково карала порушників. Після численних перемог у боях, вмілого управління країною без заворушень і справедливого покарання сотень злочинців один з її лицарів скаже: «Король Артур не розуміє людських почуттів».
Поки король відбивав напади на кордонах своєї країни, вкрадені піхви Екскалібура; коли вона повернулася в свої володіння, побачила країну з цивільними заворушеннями. Незважаючи на її героїчні зусилля по наведенню ладу, її смертельно поранив лицар-зрадник Мордред під час битви при Камланні. Її вмираюче тіло супроводжує на святій острів сер Бедівір. Артурія наказала йому забрати Екскалібур і кинути його в озеро, повернувши Вівіані; в його відсутність вона згадує про всі невдачі, шкодуючи про те, що стала королем. Перед своїм останнім подихом вона звернулася до світу; в обмін на становлення Героїчною Душею вона попросила про можливість знайти Святий Грааль, щоб врятувати свою країну.

## Особистість

### Зовнішній вигляд
Сейбер виглядає як молода дівчина стрункої статури з ніжною, білою шкірою. У неї золотисте волосся і здається «воно немов покрите тонким шаром золотого пилку». Її обличчя виглядає дещо наївно й елегантно. Вона мускулястіша ніж, наприклад, Рін, через що вона вважає своє тіло непривабливим, але Шіро думає, що вона жіночна. Вона зазвичай носить сяючі обладунки поверх синьої сукні старовинного стилю. Вона старша, ніж можна вирішити за її зовнішністю, бо її тіло не старіло відтоді, як вона витягла Калібурн з каменю. Проте біологічний вік її тіла, ймовірно, на рік молодший Шіро. Хоча більшу частину свого життя вона жила, як чоловік, Шіро і Рін з першого погляду оцінили красу дівчини.
Через її нездатність дематеріалізуватись, вона змушена носити в громадських місцях сучасний одяг. І хоча поза боєм вона може носити свою власну сукню, їй доводиться одягатися таким чином, щоб не виділятися. У ході Четвертої Війни Святого Грааля Айрісвіль вирішує одягнути її як чоловіка. Під час П'ятої Війни одяг для Сейбер, спідницю і блузку, дала Тосака Рін.

### Характер
Сейбер — вольова молода жінка, смілива, рішуча, яка поставила своєю метою здобуття Святого Грааля. Вона постійно наполягає на тому, що перш за все вона воїн, і що її стать не має для неї великого значення. Вона вкрай рішуча у питаннях моралі, керується кодексом Лицаря, що призводить до постійного конфлікту з Кіріцуґу, через його стратегію ведення бою в Четвертій Війні Святого Грааля.
Вона не розглядає себе як жінку або людину через своє становище лицаря і Слуги. Дівчина намагається дотримуватися думки про те, що вона всього лише Слуга, інструмент свого Майстра, тому в неї не було претензій до Шіро, коли той випадково побачив її оголене тіло. Після того як їх відносини почали розвиватися, вона повільно починає більше усвідомлювати себе і при повторенні ситуації стає схвильованою.
Сейбер лояльна, незалежна і стримана; вона поводиться холодно, але насправді пригнічує свої емоції, щоб сконцентруватися на цілі. Вона збита з пантелику «захисною» тактикою Шіро і вважає, що його непередбачувана і безрозсудна поведінка ставить під загрозу її шанси на перемогу у Війні Святого Грааля.
Вона віддає перевагу чесним і справедливим битвам, заснованим на лицарському кодексі, тому в неї напружені відносини з Кіріцуґу. Вони рідко спілкуються, і Сейбер утворює зв'язок з Айрісвіль, як з Майстром-підтримкою.
У неї величезний апетит, вона може з'їсти велику порцію рису за хвилину. Хоча вона спокійно може їсти будь-яку їжу, завдяки Шіро в ній прокинувся дух гурмана.

## Роль

### Fate/Zero
Сейбер прикликана Емією Кіріцуґу для участі в Четвертій Війні Святого Грааля від сім'ї Айнцберн. Джубстахейт, глава Айнцбернів, найняв Кіріцуґу і дав йому Авалон, знайдений в графстві Корнуолл, щоб закликати легендарного короля Артура. Хоча Кіріцуґу був здивований, що Артур насправді дівчина, це не вплинуло на його плани. Він зробив партнером Сейбер свою дружину і джерело для Малого Грааля, Айрісвіль фон Айнцберн, щоб вона виступала в ролі Майстра Сейбер в той час як він, справжній Майстер, діятиме своїми методами з тіні.

### Fate/stay night
У П'ятій Війні Святого Грааля Сейбер покликана як Слуга Еміі Шіро після того, як до нього додому заявився Списник, щоб знову вбити. За кілька днів до початку Війни Святого Грааля, після отримання Командних Заклинань, він бачив у сні Екскалібур, бо Грааль вирішив, що буде покликана Сейбер. Авалон, взаємодіючи з потоком мани Шіро, викликав образ «меча», що являється в його підсвідомості. Тікаючи від Списника, він потрапляє в сарай і падає. У сараї знаходяться сліди магічного кола, встановленого Айрісвіль під час попередньої війни. З обома каталізаторами, Авалон всередині Шіро і колом, ритуал призову був завершений.

## Критика
На Фестивалі 10th Anniversary Event вона посіла перше місце серед усіх персонажів, створених Type-Moon.